# Musin
Musin (무신?, lett. Soldato; titolo internazionale God of War) è una serie televisiva sudcoreana trasmessa su MBC dall'11 febbraio al 15 settembre 2012. È ispirata a fatti storici narrati nel Goryeosa.

## Trama
Kim Jun è il figlio di uno schiavo di palazzo fuggito ed è stato cresciuto dai monaci. In seguito, diventato anch'egli schiavo della famiglia Choe, che da sessant'anni governa Goryeo al posto del re, viene notato dall'alto comandante Choe Woo, che lo promuove prima a servitore, poi a comandante. Durante le invasioni mongole della Corea, Kim Jun sale di grado diventando il migliore ufficiale dell'esercito e ponendo fine al dominio dei Choe. Nel frattempo, s'innamora di Song-yi, figlia di Choe Woo e moglie di Kim Yak-seon.

## Personaggi
- Kim In-jun/Kim Jun, interpretato da Kim Joo-hyuk
- Choe Song-yi, interpretata da Kim Gyu-ri
- Choe Woo, interpretato da Jeong Bo-seok
- Choe Yang-baek, interpretato da Park Sang-min
- Choe Chung-heon, interpretato da Joo Hyun
- Kim Yak-seon, interpretato da Lee Joo-hyun
- Wol-ah/An-shim, interpretata da Hong Ah-reum
- Soo-beop, interpretato da Kang Shin-il
- Lee Gong-joo, interpretato da Park Sang-wook
- Choe Hyang, interpretato da Jung Sung-mo
- Choe Hang, interpretato da Baek Do-bin
- Prima moglie di Choe Woo, interpretata da Kim Seo-ra
- Song Gil-yoo, interpretato da Jung Ho-bin
- Park Song-bi, interpretato da Kim Young-pil
- Daejib Sung, interpretato da Noh Young-guk
- Lee Hyu-bo, interpretato da Chun Ho-jin
- Kim Deok-myung, interpretato da Ahn Byung-kyung
- Kim Kyung-son, interpretato da Kim Cheol-ki
- Kim Yun-hu, interpretato da Park Hae-soo
- Soo-gi, interpretato da Oh Young-soo
- Hong-ji, interpretato da Park Dong-bin
- Im Yeon, interpretato da Ahn Jae-mo
- Gab-yi, interpretato da Jin Seon-kyu
- Man-jong, interpretato da Kim Hyuk
- Seconda moglie di Choe Woo, interpretata da Kim Yoo-mi
- Lee Jang-yong, interpretato da Lee Seok-joon
- Re Gojong, interpretato da Lee Seung-hyo
- Choe Choon-myung, interpretato da Im Jong-yoon

## Ascolti
| Episodio | Data di trasmissione | Dati TNMS           | Dati TNMS                  | Dati AGB            | Dati AGB                   |
| Episodio | Data di trasmissione | A livello nazionale | Area metropolitana di Seul | A livello nazionale | Area metropolitana di Seul |
| -------- | -------------------- | ------------------- | -------------------------- | ------------------- | -------------------------- |
| 1        | 11 febbraio 2012     | 7,4%                | 9,8%                       | 7,1%                | 7,7%                       |
| 2        | 12 febbraio 2012     | 7,6%                | 9,5%                       | 8,4%                | 9,2%                       |
| 3        | 18 febbraio 2012     | 6,8%                | 7,8%                       | 7,2%                | 8,2%                       |
| 4        | 19 febbraio 2012     | 8,7%                | 8,8%                       | 8,2%                | 8,3%                       |
| 5        | 25 febbraio 2012     | 9,5%                | 10,3%                      | 9,5%                | 10,2%                      |
| 6        | 26 febbraio 2012     | 9,8%                | 10,9%                      | 9,7%                | 10,2%                      |
| 7        | 3 marzo 2012         | 10,7%               | 10,8%                      | 10,2%               | 11,1%                      |
| 8        | 4 marzo 2012         | 11,6%               | 12,2%                      | 11,8%               | 12,5%                      |
| 9        | 17 marzo 2012        | 9,0%                | 9,7%                       | 9,6%                | 10,2%                      |
| 10       | 18 marzo 2012        | 8,6%                | 9,2%                       | 10,0%               | 10,7%                      |
| 11       | 24 marzo 2012        | 9,4%                | 10,6%                      | 9,8%                | 11,3%                      |
| 12       | 25 marzo 2012        | 10,5%               | 11,1%                      | 10,8%               | 12,1%                      |
| 13       | 31 marzo 2012        | 10,3%               | 13,9%                      | 10,6%               | 11,3%                      |
| 14       | 1 aprile 2012        | 10,9%               | 12,0%                      | 12,2%               | 13,2%                      |
| 15       | 7 aprile 2012        | 8,3%                | 9,8%                       | 9,0%                | 9,9%                       |
| 16       | 8 aprile 2012        | 10,0%               | 11,5%                      | 11,2%               | 12,4%                      |
| 17       | 14 aprile 2012       | 10,2%               | 11,6%                      | 10,1%               | 11,0%                      |
| 18       | 15 aprile 2012       | 10,0%               | 10,2%                      | 10,6%               | 11,4%                      |
| 19       | 21 aprile 2012       | 9,5%                | 10,4%                      | 9,5%                | 10,2%                      |
| 20       | 22 aprile 2012       | 11,2%               | 12,3%                      | 10,3%               | 11,2%                      |
| 21       | 28 aprile 2012       | 9,7%                | 10,7%                      | 10,0%               | 10,6%                      |
| 22       | 29 aprile 2012       | 11,3%               | 13,2%                      | 11,0%               | 11,8%                      |
| 23       | 5 maggio 2012        | 9,8%                | 10,5%                      | 11,3%               | 12,4%                      |
| 24       | 6 maggio 2012        | 10,7%               | 11,5%                      | 12,3%               | 13,8%                      |
| 25       | 12 maggio 2012       | 9,2%                | 10,3%                      | 10,5%               | 11,8%                      |
| 26       | 13 maggio 2012       | 10,7%               | 12,4%                      | 13,1%               | 14,0%                      |
| 27       | 19 maggio 2012       | 10,6%               | 11,6%                      | 10,6%               | 11,9%                      |
| 28       | 20 maggio 2012       | 11,4%               | 12,5%                      | 12,5%               | 14,0%                      |
| 29       | 26 maggio 2012       | 9,7%                | 10,4%                      | 10,1%               | 11,2%                      |
| 30       | 27 maggio 2012       | 10,5%               | 11,4%                      | 10,4%               | 11,9%                      |
| 31       | 2 giugno 2012        | 11,2%               | 12,7%                      | 12,3%               | 14,2%                      |
| 32       | 3 giugno 2012        | 11,6%               | 12,7%                      | 10,7%               | 11,6%                      |
| 33       | 9 giugno 2012        | 10,5%               | 11,8%                      | 10,5%               | 11,4%                      |
| 34       | 10 giugno 2012       | 12,1%               | 13,6%                      | 10,8%               | 12,3%                      |
| 35       | 16 giugno 2012       | 10,6%               | 10,7%                      | 10,0%               | 10,9%                      |
| 36       | 17 giugno 2012       | 11,4%               | 11,8%                      | 11,7%               | 13,0%                      |
| 37       | 23 giugno 2012       | 10,4%               | 12,0%                      | 10,5%               | 11,2%                      |
| 38       | 24 giugno 2012       | 13,1%               | 15,1%                      | 13,1%               | 14,1%                      |
| 39       | 30 giugno 2012       | 11,2%               | 12,0%                      | 11,6%               | 13,1%                      |
| 40       | 1 luglio 2012        | 12,8%               | 14,1%                      | 12,3%               | 13,7%                      |
| 41       | 7 luglio 2012        | 11,4%               | 12,6%                      | 10,6%               | 11,7%                      |
| 42       | 8 luglio 2012        | 13,0%               | 14,0%                      | 13,2%               | 14,8%                      |
| 43       | 14 luglio 2012       | 12,6%               | 14,5%                      | 12,2%               | 13,0%                      |
| 44       | 15 luglio 2012       | 13,6%               | 15,1%                      | 12,6%               | 13,5%                      |
| 45       | 21 luglio 2012       | 11,1%               | 12,0%                      | 11,4%               | 11,0%                      |
| 46       | 22 luglio 2012       | 12,8%               | 14,4%                      | 12,0%               | 12,8%                      |
| 47       | 12 agosto 2012       | 8,6%                | 9,6%                       | 7,0%                | 8,0%                       |
| 48       | 18 agosto 2012       | 10,3%               | 11,8%                      | 10,1%               | 11,3%                      |
| 49       | 19 agosto 2012       | 13,6%               | 16,1%                      | 12,0%               | 13,0%                      |
| 50       | 25 agosto 2012       | 12,5%               | 15,4%                      | 10,9%               | 11,8%                      |
| 51       | 26 agosto 2012       | 13,3%               | 15,4%                      | 11,5%               | 12,1%                      |
| 52       | 1 settembre 2012     | 12,8%               | 14,0%                      | 11,2%               | 12,7%                      |
| 53       | 2 settembre 2012     | 14,9%               | 16,6%                      | 13,0%               | 13,8%                      |
| 54       | 8 settembre 2012     | 11,3%               | 12,1%                      | 10,0%               | 10,3%                      |
| 55       | 9 settembre 2012     | 11,8%               | 12,8%                      | 12,2%               | 13,7%                      |
| 56       | 15 settembre 2012    | 11,8%               | 12,7%                      | 11,1%               | 11,8%                      |
| Speciale | 16 settembre 2012    | 7,0%                | 7,8%                       | 5,8%                | 6,6%                       |
| Media    | Media                | 10,7%               | 11,9%                      | 10,7%               | 11,6%                      |

## Colonna sonora
1. Rain of Bladese (인우 (刃雨)) – Jo Kyu-hyun
2. 시공천애 (時空天愛) – J-Min
3. Farewell (이별길) – Park Wan-kyu
4. Heaven (하늘아) – TRAX
5. The Weeping Sword (칼의 울음)
6. Mountain Covered by Clouds (구름에 가리운 태산)
7. Before the Storm (폭풍전야)
8. Song-yi's Word (송이의 한마디)
9. Disqualification (격구)
10. Vague Love (아련한 사랑)
11. Blood Clots (혈전)
12. Wol-ah's Memories (월아의 기억)
13. Tears on the Edge of a Sword (칼 끝에 맺힌 눈물)
14. Spirit (혼)
15. Coalition (연정)
16. Urgent Wind (급한 바람)
17. Moonlight (달빛)
18. The Commitment of a Warrior (전사의 다짐)
19. Shout in the Wind (바람속의 함성)
20. Revelation (계락)
21. Ruins (폐허)

## Riconoscimenti
| Anno | Premio           | Categoria                                                   | Ricevente     | Risultato   |
| ---- | ---------------- | ----------------------------------------------------------- | ------------- | ----------- |
| 2012 | MBC Drama Awards | Premio alla massima eccellenza, attore in un drama seriale  | Kim Joo-hyuk  | Candidato/a |
| 2012 | MBC Drama Awards | Premio alla massima eccellenza, attore in un drama seriale  | Jeong Bo-seok | Candidato/a |
| 2012 | MBC Drama Awards | Premio alla massima eccellenza, attrice in un drama seriale | Kim Gyu-ri    | Candidato/a |
| 2012 | MBC Drama Awards | Premio all'eccellenza, attore in un drama seriale           | Park Sang-min | Candidato/a |
| 2012 | MBC Drama Awards | Premio all'eccellenza, attore in un drama seriale           | Lee Joo-hyun  | Candidato/a |
| 2012 | MBC Drama Awards | Premio all'eccellenza, attrice in un drama seriale          | Hong Ah-reum  | Candidato/a |
| 2012 | MBC Drama Awards | Miglior giovane attrice                                     | Noh Jung-ui   | Candidato/a |